# Edgar Savisaar
Edgar Savisaar (født 31. maj 1950 i Harku, Harjumaa, død 29. december 2022) var en estisk politiker, en af de stiftende medlemmer af Rahvarinne (oversat: Folkefronten) og leder af Keskerakond Centerpartiet. Han var været fungerende premierminister mellem 1990–1992 efter Estlands selvstændighed, senere indenrigsminister og minister for økonomi og kommunikation. Han har flere gange været borgmester i Tallinn, Estlands hovedstad.

## Liv og gerning
Efter eksamen artium i 1968 studerede Edgar Savisaar frem til 1973 historie ved Universitetet i Tartu og virkede derefter som videnskabelig assistent. I 1980 tog han tillige eksamen i filosofi. Fra 1980 til 1988 arbejdede Savisaar i Den estiske sovjetrepubliks statlige planlægningskomite. I 1988/89 var han direktør for rådgivingsfirmaet Mainor.
Under perestroika-årene engagerede Savisaar sig for Estlands løsrivelse fra Sovjetunionen og gik ind for demokrati og menneskerettigheter. Han var en af drivkræfterne bag Den baltiske kæde. I 1989 blev Edgar Savisaar stedfortrædende formand for ministerrådet for den estiske SSR, og i 1990 blev han erhvervsminister. 
Den 3. april 1990 blev han formand for ministerrådet og dermed regeringsleder. Da Estland genvandt sin uafhængighed den 20. august 1991 blev han statsminister. Han sad i dette embede til januar 1992.
Fra 1992 til 1995 var Savisaar vicepræsident for det estiske parlament (Riigikogu), og fra april til oktober 1995 var han indenrigsminister. Han måtte fratræde på grund af en aflytningsskandale. Fra 1996 til 2001 var Savisaar formand for byrådet i hovedstaden Tallinn, og fra 2001 til 2004 byens borgermester. 
Han blev i april 2005 erhvervs- og trafikminister i Andrus Ansips regering. Efter Riigikogu-valgene i marts 2007 blev Keskerakond landets næst største parti. Alligevel lykkedes det ikke for Edgar Savisaar at forblive medlem af regeringen. Derefter vendte han tilbage til embedet som borgmester i Tallinn, som partiet stadig sad inde med. 
Ved kommunalvalget i 2013 stillede Savisaar op i Tallinn og fik 39.979 stemmer, det største antal stemmer, nogen politiker har opnået. Som borgmester førte han en markant politik, blandt andet blev den kollektive trafik gratis for byens indbyggere, der blev investeret i nye sporvogne og energivenlige busser, der blev anlagt cykelstier og samtidig blev en ringvej i byen renoveret med en helt ny trafikregulering. Vuggestuer, børnehaver og skoler blev systematisk istandsatte, han lod oprette et kommunalt apotek og en kommunal butik af hensyn til pensionister, som fik et kommunalt pensionstillæg oveni den statslige folkepension. Han støttede byggeriet af en ortodoks kirke i bydelen Lasnamäe og en lutersk kirke i bydelen Õismäe (blandt andet ved at overdrage jorden gratis). Desuden brugte han beredvilligt kommunens stadigt voksende indtægter til at hjælpe nabokommuner med at finansiere deres renoveringsprojekter. Ved sine tiltag udstillede han demonstrativt det største oppositionspartis alternative politik i forhold til den daværende regerings politik. Han blev efterhånden betragtet som en farlig politisk modstander.
I foråret 2015 stillede Savisaar som kredskandidat for Lasnamäe valgkreds i Tallinn. Han fik 25.070 stemmer, alle tiders rekord for kandidater til Riigikogu.
Der blev rejst anklager mod ham for korruption, og han blev suspenderet fra borgmesterposten i 2015, men partiet nægtede at udnævne en ny borgmester, og en viceborgmester blev derfor kun udpeget som "fungerende borgmester" under retssaagen, som det imidlertid trak ud med at rejse for at forhindre ham i at vende tilbage til politik. Kort efter blev han alvorlig syg og valgte at lade sig indlægge på universitetssygehuset i Tartu. Den 23. marts samme år måtte han lade amportere sin ene fod ovenfor knæet på grund af streptokokker. Han kom ind i byrådet, men så længe han lå på sygehuset i Tartu havde han ikke mulighed for at deltage i politik.
Efterhånden opstod der frustrationer blandt partiets yngre politikere, og Kadri Simson blev valgt til ny leder. Som følge heraf stillede Savisaar ved kommunalvalget i 2017 op med sin egen liste men formåede med 3.621 stemmer ikke at vinde tilstrækkelig opbakning til valg.